# Бореальный период
| Эпоха                                          | Климатическая стадия                           | Подстадия                                      | Начало (примерно), лет назад                   | Ярус (век) по IUGS (декабрь 2024) |
| ---------------------------------------------- | ---------------------------------------------- | ---------------------------------------------- | ---------------------------------------------- | --------------------------------- |
| Голоцен                                        | Субатлантик                                    | Похолодание                                    | 800                                            | Мегхалайский                      |
| Голоцен                                        | Субатлантик                                    | Потепление                                     | 1800                                           | Мегхалайский                      |
| Голоцен                                        | Субатлантик                                    | Похолодание                                    | 2600                                           | Мегхалайский                      |
| Голоцен                                        | Суббореал                                      | Похолодание                                    | 3200                                           | Мегхалайский                      |
| Голоцен                                        | Суббореал                                      | Потепление                                     | 4200                                           | Мегхалайский                      |
| Голоцен                                        | Суббореал                                      | Похолодание                                    | 5700                                           | Северогриппианский                |
| Голоцен                                        | Атлантик                                       | Потепление                                     | ~6000                                          | Северогриппианский                |
| Голоцен                                        | Атлантик                                       | Похолодание                                    | ~7000                                          | Северогриппианский                |
| Голоцен                                        | Атлантик                                       | Потепление                                     | 7800                                           | Северогриппианский                |
| Голоцен                                        | Бореал                                         | Похолодание                                    | 8200                                           | Северогриппианский                |
| Голоцен                                        | Бореал                                         | Потепление                                     | 10500                                          | Гренландский                      |
| Голоцен                                        | Пребореал                                      | Похолодание                                    | ~11000                                         | Гренландский                      |
| Голоцен                                        | Пребореал                                      | Потепление                                     | 11700                                          | Гренландский                      |
| Плейстоцен                                     |                                                |                                                |                                                |                                   |
| Поздний дриас                                  | Похолодание                                    | 12900                                          | Верхний                                        |                                   |
| Только для Северной Европы. Калиброванные даты | Только для Северной Европы. Калиброванные даты | Только для Северной Европы. Калиброванные даты | Только для Северной Европы. Калиброванные даты | п о р                             |

Бореальный период (borealis, то есть северный; от др.-греч. Βορέας — Север; от Борей — в древнегреческой мифологии бог северного ветра; в данном случае применительно к Северному полушарию) — климатический период голоцена на северо-западе Европы. Длился с 8690 по 7270 г. до н. э. Входит в состав последовательности Блитта-Сернандера, охватывающей последние 14 тыс. лет. Ему предшествовал пребореальный период, а за ним следовал атлантический период. Бореальный период соответствует пыльцовой зоне II голландца В. Х. Загвейна (1986) и зоне V Литта и др. (2001).

## Климат
Первый климатический максимум эпохи голоцена, раннеатлантический период, чаще включают в состав следующего атлантического периода. Среднегодичная температура в это время была существенно выше нынешней.

## Морская геология
Уровень моря медленно поднимался в результате всемирного таяния льдов: бореальный период был последним периодом голоцена, во время которого Британия была соединена с европейским континентом сухопутным перешейком (Доггерленд). Расширялась площадь Северного моря. На месте прежнего Иольдиевого моря возникло замкнутое Анциловое озеро, чьи границы намного превышали современное Балтийское море.

## Растительный и животный мир
В бореальный период в Северной Европе распространяются теплолюбивые растения, такие, как плющ обыкновенный и омела белая, распространившиеся вплоть до Дании. В пределах пыльцовой зоны V растения-первопроходцы (пионерные виды) пребореального периода всё больше вытесняются хвойными лесами в симбиозе с лещиной обыкновенной, что в палинологии получило название сосново-ореховый лес.
К концу бореального периода состав растительности меняется — растёт численность различных видов дуба, и постепенно образуется географическая зона дубово-смешанных лесов. Вместо сосны, берёзы и лещины всё чаще встречаются дуб, вяз, липа и ольха. На болотистых территориях растут такие виды, как рогоз широколистный.
В лесах обитают такие животные, как олень, дикий кабан, волк, медведь, рысь и тур. На болотистых территориях и в реках обитают бобр и выдра, часто встречаются такие рыбы, как щука и сомообразные.

## Человек в бореальном периоде
Бореальный период в жизни человека соответствовал мезолиту — периоду, когда люди в Центральной и Северной Европе всё чаще и дольше обживали постоянные места, хотя и сохраняли при этом приверженность охоте и собирательству. Хотя на Ближнем Востоке и в Южной Европе к тому времени уже стало распространяться земледелие, в Северной Европе переход к нему произойдёт лишь несколько тысячелетий спустя: это связано с тем, что лес давал достаточно питания местным обитателям, поэтому выгода от подсечно-огневого земледелия на первых порах была неочевидной.
Некоторые особенности образа жизни людей бореального периода стали известны по памятнику Вис 1 на Вычегде. Жители этого поселения умели изготавливать корзины и сети из растительных волокон. Находки вёсел указывают на регулярное использование лодок. Зимой в качестве транспортного средства использовались салазки. Обнаружено оружие: луки, стрелы и копья, а также предметы обихода с украшениями в виде змей, людей и животных.